# Bolbodimyia
Bolbodimyia (лат.) — род слепней из подсемейства Tabaninae, трибы Diachlorini.

## Внешнее строение
Коренастые слепни среднего размера, чёрного или оранжево-черного цвета. Лоб блестящий, в нижней части расширенный. Простых глазков на темени нет. Лобный треугольник выпуклый чёрный или жёлтый. Первый членик усиков блестяще-чёрный, сильно вздутый и выпуклый. Флагеллум усиков разделён на пять сегментов. Хоботок короткий. Крылья затемнённые с прозрачными вершинами. Радиальная жилка R4 сильно изогнута по направлению к переднему краю крыла. Все голени утолщены, голени задних ног без шпор.
Личинки зеленовато-серые или коричневато-серые с тремя парами псевдоподий на II—VII сегментах брюшка. Все сегменты тела сверху покрыты волосками. Дыхательная трубка на конце тела относительно короткая.

## Биология
Личинки развиваются среди опавшей листвы и водных мхов по берегам прудам и водопадов и ручьев.

## Классификация
В мировой фауне насчитывается 12—13 видов.
- Bolbodimyia atrata (Hine, 1904)
- Bolbodimyia bermudezi Tidwell & Philip, 1977
- Bolbodimyia bicolor Bigot, 1892
- Bolbodimyia brunneipennis Stone, 1954
- Bolbodimyia celeroides Stone, 1954
- Bolbodimyia dampfi Philip, 1954
- Bolbodimyia desescta Enderlein, 1925
- Bolbodimyia erythrocephala (Bigot, 1892)
- Bolbodimyia galindoi Fairchild, 1964
- Bolbodimyia lampros Philip & Floyd, 1974
- Bolbodimyia lateralis Krober, 1930
- Bolbodimyia nigra Stone, 1934
- Bolbodimyia philipi Stone, 1954

## Распространение
Представители рода встречаются в Южной и Центральной Америке. Один вид (Bolbodimyia atrata) известен из США (Аризона и Нью-Мексико).